# Goniothalamus salicinus
Goniothalamus salicinus este o specie de plante din genul Goniothalamus, familia Annonaceae, descrisă de Joseph Dalton Hooker și Thomas Thomson. A fost clasificată de IUCN ca specie vulnerabilă. Conține o singură subspecie: G. s. reticulatus.